# لی اوانز (ورزشکار)
 لی اوانز (انگلیسی: Lee Evans؛ (زادهٔ ۲۵ فوریهٔ ۱۹۴۷ – درگذشتهٔ ۱۹ مهٔ ۲۰۲۱) یک ورزشکار اهل ایالات متحده آمریکا بود.